# Kadaň (stacja kolejowa)
Kadaň – stacja kolejowa w Kadaňiu, w kraju usteckim, w Czechach. Jest ważnym węzłem kolejowym. Znajduje się na wysokości 350 m n.p.m.
Jest zarządzana przez Správę železnic. Na stacji istnieje możliwość zakupu i rezerwacji miejsc.

## Linie kolejowe
- 164 Kadaň-Prunéřov - Kadaň - Vilémov u Kadaně - Kaštice / Kadaňský Rohozec